# 新沙圈

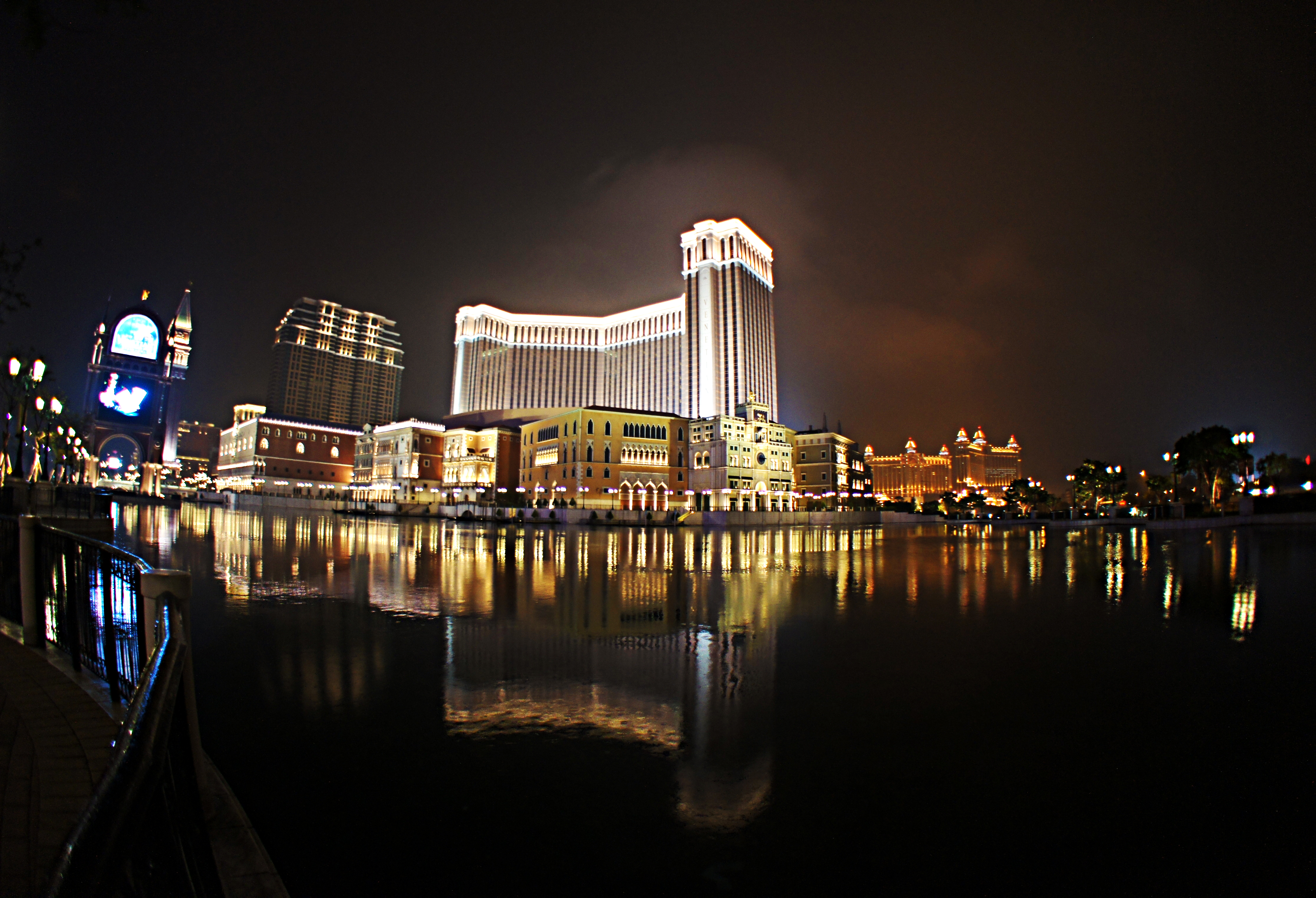
新沙圈位於路氹填海區澳門威尼斯人等大型娛樂場及酒店外一帶

「新沙圈」為路氹城一帶的紅燈區之俗稱。路氹連貫公路兩旁自因澳門不少大型酒店及賭場均座落該地，故此亦引來大量性工作者聚集兜搭生意。

## 緣起
澳門威尼斯人於新興旅遊地區路氹金光大道開張後不久，便有集團式淫業進駐當地，在2010年司警曾在上址室內捕獲妓女及领导共120多人，涉及中國大陸—澳門跨境犯罪。其後司警多次進行掃蕩行動，但屢禁不絕。「沙圈」一名源自1970年代興起，於2015年被澳門司警掃黃搗破的葡京沙圈，该处因性工作者於酒店商場環形迴廊內徘徊遊蕩兜搭生意之場景，酷似馬匹出賽前於賽馬場內踱步而得此謔稱。上者被打倒之后，路氹金光大道一帶的紅燈區变得一支独秀，虽然这边的运作模式没有那么高的规律性和组织性，但是也因相似性不少，而被稱為“新沙圈”，葡京沙圈则从此被喊作“舊沙圈”。

## 交易手法
澳門在法律上並沒有禁止個人性交易，但「充當淫媒」和「操縱賣淫」則屬非法。澳門回歸後，由於賣淫工作的罪例相對較嚴重，黑社會在背後操縱賣淫的情況已不再出現，加上葡京舊沙圈的賣淫集團主腦──何鴻燊姪兒、葡京酒店時任行政董事何猷倫在2015年被成功檢控入獄形成前車之鑑，現時相關事業的「管理者」的生存手法已轉換成另外一種形式。需要性服務的嫖客可透過電話聯絡某些夜總會或桑拿浴室的經理或領班，他們將性工作者帶出來後便不會理會任何事。
在二〇一八年时，有传媒报导它的发现：新沙圈見於大型酒店及娛樂場所如金沙城中心、澳門威尼斯人和澳門巴黎人外，性工作者們穿著性感的衣服在那些地方徘徊以吸引嫖客，妓女會主動兜搭潛在嫖客，比如試探式地詢問目標嫖客「要去嗎？」或直接說「你的房，按摩做愛」；一小時的服務收費是4位數字的葡币，双方亦可使用汉语或英语議價（因人而异）。滚床单的地点也有两种，如果顧客自己沒有租住酒店房間（俗稱「你的房」），可以增加費用跟性工作者去她租住的酒店房間（俗稱「我的房」）。
自2020年1月起，澳門受COVID-19疫情影響，娱乐业生意不好，加上在防疫管控下，色情业者较难招摇地找客人，新沙圈变得不张扬，不过这帮人依然在用某些方式干活。有卖方在网上跟买方接洽成功后，再直接移动到交易地点提供服务。其中在2020年10月19日，澳門特別行政區治安警察局堵破了一起案件，拘捕一名22歲姓吳的澳門男居民；他報稱自僱人士，涉嫌「操控賣淫」罪，被送交檢察院處理。案情指他涉嫌駕駛由私人輕型車輛改裝成的流動流鶯車，接送女子来往路氹各家酒店賣淫，并安排饮食，对娼妓的服务收费是每人每日300元人民幣。

## 新舊沙圈對比
葡京「舊沙圈」的性工作者主要來自中國大陸、東歐或東南亞國家的女性，所有妓女皆需接受評級和分級，並列入名為「YSL」（即「Young Single Lady」，意指年輕的單身女子）的電腦系統，將性工作者分為從最高級的C級、CT級、T級、PT級至最低級的P級。在被了结前一刻，它由葡京酒店的高级领导统一管理。
而新沙圈的性工作者成份甚至比舊沙圈更要來得多元及國際化；除了大陸華裔外，同時亦有來自韓國、東南亞、澳洲、東歐等地。除女性外，更包括了多元取向的變裝皇后及變性人，澳門司警在金光大道一帶展開掃黃行動時就曾截獲過些泰國籍及菲律賓籍的變裝男妓。有不同的势力在这儿挣钱，它们之间起过冲突，有次砍死了人。